# Lake Wissota Village
Lake Wissota Village  est une zone faiblement peuplée, désignée sous le terme de Census-designated place rattachée à la ville voisine de Lafayette.  Cette bourgade est située dans le Chippewa, dans l'État du Wisconsin aux États-Unis. 
Au recensement de l'an 2000, la population s'élevait à 2458 personnes.
Le Bureau du recensement des États-Unis indique une superficie de 11,5 km² pour Lake Wissota Village.
Le village est situé sur une péninsule qui sépare en deux parties le lac Wissota.